# Solveig von Schoultz

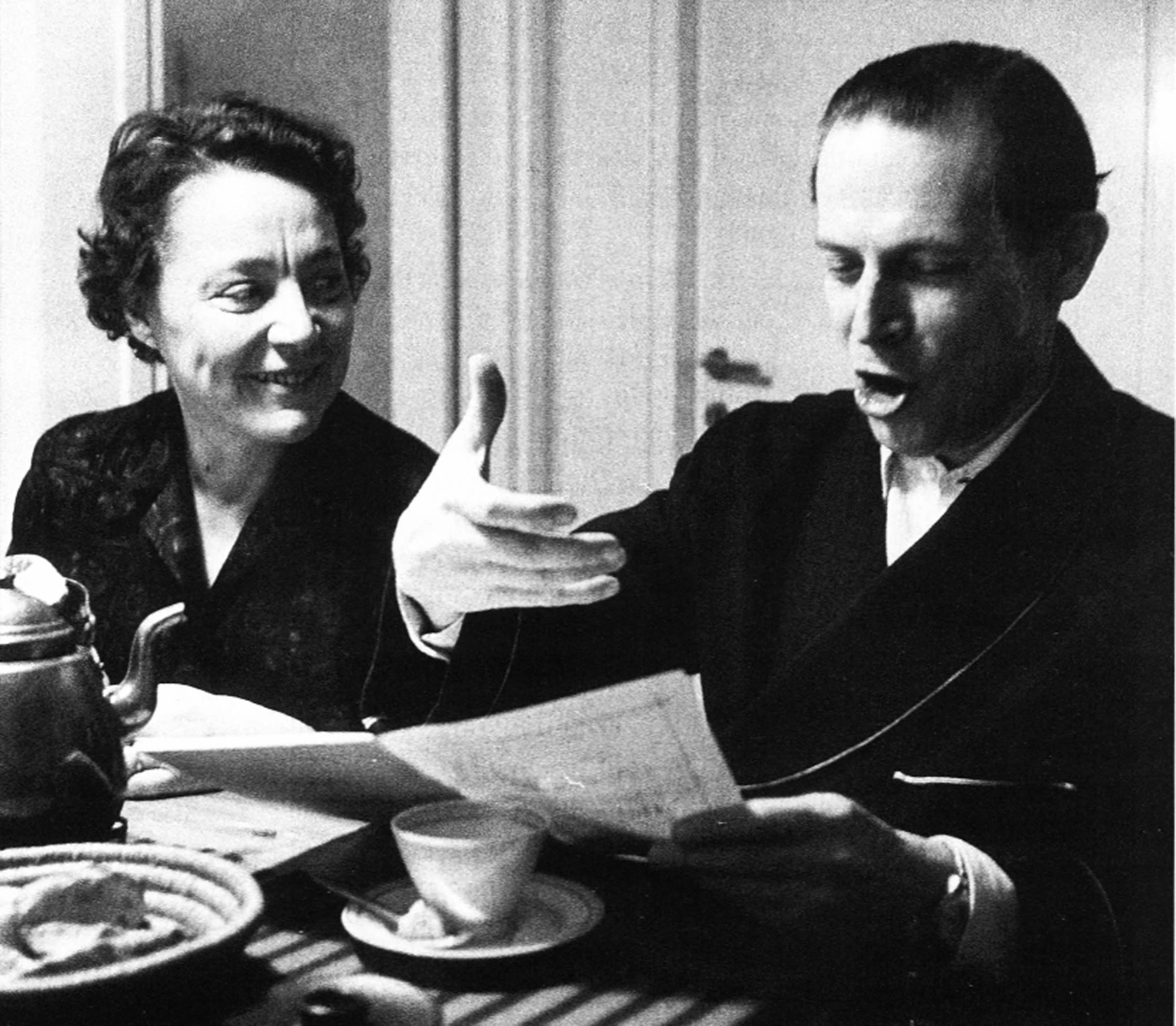
Solveig von Schoultz med sin andre make Erik Bergman.

Solveig Margareta von Schoultz, född Segerstråle 5 augusti 1907 i Borgå, död 3 december 1996 i Helsingfors, var en finlandssvensk författare, främst lyriker och novellist. Hon arbetade även som lärare och som frilansjournalist vid Borgåbladet.

## Biografi
Solveig von Schoultz var yngst av åtta barn och växte upp i ett "barnbullrigt och strävsamt borgarhem". Fadern Albert Segerstråle var präst och lektor vid Borgå lyceum. Modern Hanna Frosterus-Segerstråle och brodern Lennart Segerstråle var konstnärer; själv ville hon bli skulptör. Religion präglade hemmet och modern hade samvetsförebråelser då hon upplevde kristendomen som en ständig kamp mellan rätt och orätt.
Familjen hade sitt sommarhem på ön Lillpellinge i den nyländska skärgården och det blev Solveig von Schoultz  uppgift att sköta de medhavda hönsen; deras beteende väckte för övrigt hennes intresse för att i litterär form göra psykologiska djupdykningar.
Efter att ha gått på Borgå flickskola och Institutet för unga flickor i Borgå utbildade sig Solveig von Schoultz till folkskollärare vid Nykarleby seminarium 1925–1926 och var mellan 1937 och 1972 klasslärare vid flickskolan Laguska skolan i Helsingfors.
Hon var gift första gången 1930–1961 med kanslichefen Sven von Schoultz och andra gången från 1961 med tonsättaren Erik Bergman.
Vid vinterkrigets utbrott tog Solveig von Schoultz med sig sina två döttrar, födda 1934 respektive 1936, till Ylike i Borgå medan hennes man tjänstgjorde i civilskyddet i Helsingfors.
Hon avled 1996 och ligger begravd på Konstnärsbacken på Sandudds begravningsplats. Hennes arkiv finns hos Svenska litteratursällskapet i Finland.

## Författarskap
Solveig von Schoultz debuterade 1932 med flickboken Petra och silverapan. Den första diktsamlingen utkom 1940, Min timme. Dikten "Flyktingtåg" från lyrikdebuten handlar om verkligheten och stämningen i början av andra världskriget. Den mest kända barnboken är Nalleresan från 1944 med illustrationer av Tove Jansson. Den handlar om krigsbarn som reser från Finland till Sverige och deras upplevelser av det nya landet. von Schoultz två egna döttrar skickades även de som krigsbarn till Sverige och flera av hennes dikter handlar om den smärta hon kände över att behöva lämna ifrån sig sina barn.
Under 1950-talet uppfattades hon som en företrädare för modernismen. I diktsamlingen Terrassen 1959 anslöt hon sig till formkraven i japansk tanka-diktning. I de senare diktsamlingarna tillämpade hon olika stilarter.
Förutom lyrik skrev Solveig von Schoultz flera romaner och novellsamlingar som också kännetecknades av språklig ekonomi och stramt formspråk. Hon skrev även femton radiopjäser och tre pjäser för teaterscenen.
Självbiografiska inslag finns i flera av hennes böcker såsom Ansa och samvetet, Där står du och Längs vattenbrynet. Hon har skildrat sin mor i Porträtt av Hanna 1978. I Ansa och samvetet beskriver von Schoultz sig själv med orden "Som en bortskämd unge med nie föräldrar", något som kom att prägla henne då hon upplevde det som att de vuxna höll ihop och att hon själv då hellre umgicks med påhittade figurer.
Solveig von Schoultz skrev ofta om vardagen och i novellerna gärna om relationer mellan män och kvinnor men även om förhållandet mellan barn och vuxna. Hon har uppfattats som en tidig feminist och satt med i tidskriften Astras redaktionskommitté.
Samtal med en fjäril utkom 1994 och två år senare Molnskuggan, som kom att bli hennes sista verk.
Hon skrev sammanlagt tretton diktsamlingar och ansåg själv att lyriken var hennes modersmål.
Hon är översatt till danska, finska, engelska och tyska.

## Solveig von Schoultz minne
I Hufvudstadsbladets minnesruna över henne skrev Gustaf Widén: "Hennes diktning lär leva av sin egen kraft när de flesta ord vissnat och virvlat bort i tidens vind".
Litteraturvetaren och författaren Inga-Britt Wik publicerade 1999 en brevbiografi över Solveig von Schoultz. I breven synliggörs konflikten mellan vardagslivet med barn, hushåll och yrkesliv och driften att skriva. Breven är ställda till vänner som Helen af Enehjelm, Halldis Moren Vesaas och Tarjei Vesaas samt partners som ungdomskärleken Tito Colliander och förste maken Sven von Schoultz.
Solveig von Schoultz-tävlingen anordnas årligen av Svenska folkskolans vänner. Vartannat år insänds noveller som tävlingsbidrag, vartannat år dikter.

### Barnlitteratur
- Petra och silverapan, Helsingfors, Schildts, 1932
- Nalleresan (illustrerad av Tove Jansson), Stockholm, Wahlström & Widstrand, 1944
- Millaskolan (med bilder av Gunilla Falck), Helsingfors, Schildt, 1961
  - Milla-tädin koulu (i översättning av Vappu Vainio och med dikter översatta av Aale Tynni), Porvoo, W. Söderström, 1961 (finska)
  - Tante Millas Waldschule (i översättning av Sybille Didon), Balve i Westf., Engelbert-Verl., 1963 (tyska)

#### Läromedel
- Vi på Solgård : läsebok för första skolåret (tillsammans med Margit Cavonius), Helsingfors, Söderström, 1949
- Mera om Solgård : läsebok för andra skolåret (tillsammans med Margit Cavonius), Helsingfors, Söderström, 1952
- Vår rättskrivningsbok (tillsammans med Gunnel Lilius), Helsingfors, Söderström, 1956–1957
- Dikturval. 1 (tillsammans med Magnus Hagelstam och Ragnar Holmerus), Helsingfors, Söderström, 1958 (tionde upplagan omarbetad av Solveig von Schoultz)
- Hos Lisa och Lasse (flera böcker, tillsammans med Margit Cavonius), Helsingfors, Söderström, 1962–

### Lyrik
- Min timme, Helsingfors, Schildt, 1940
- Den bortvända glädjen, Stockholm, Wahlström & Widstrand, 1944
- Eko av ett rop, Stockholm, Wahlström & Widstrand, 1945
- Nattlig äng, Stockholm, Wahlström & Widstrand, 1949
- Allt sker nu, Stockholm, Wahlström & Widstrand, 1952
  - Alles geschieht jetzt : eine dramatische Collage (i översättning av Gisbert Jänicke och med dramaturgi och regi av Anneli Mäkelä), Teatteri Avoimet ovet, 1997 (tyska)
- Nätet, Helsingfors, Schildt, 1956
- Terrassen : tanka-svit (med teckningar av Aina Enckell), Helsingfors, Schildt, 1959
- Sänk ditt ljus, Helsingfors, Schildt, 1963
- Klippbok : äldre och nya dikter, Helsingfors, Schildt, 1968
- De fyra flöjtspelarna, Schildt, 1975, ISBN 951-50-0094-7
- Bortom träden hörs havet, Schildt, 1980, ISBN 951-50-0233-8
  - Puitten takaa kuulee meren : valitut runot 1940–1989 (i översättning av Helena Anhava), WSOY, 1991, ISBN 951-0-17419-X (finska)
- En enda minut : dikter 1940–1980, Schildt, 1981, ISBN 9515002419
- Vattenhjulet, Schildt, 1986, ISBN 951-50-0342-3
- Alla träd väntar fåglar : dikter 1940–1986, Schildt, 1988, ISBN 951-50-0439-X
- Ett sätt att räkna tiden, Schildt, 1988, ISBN 951-50-0449-7
- Snow and summers : (poems 1940–1989) (i översättning av Anne Born), Forest Books, 1989, ISBN 0-948259-52-3 (engelska)
- Samtal med en fjäril, Schildt, 1994 ISBN 951500649X
- Molnskuggan, Schildt, 1996, ISBN 951-50-0807-7
  - Pilvenvarjo (i översättning av Helena Anhava), WSOY, 1997, ISBN 951-0-22220-8
- Den heliga oron, Schildt, 1997, ISBN 951-50-0859-X
  - Den heliga oron : dikter i urval 1940–1996 (med tidigare opublicerade dikter från 1960-talet), Schildt, 2007, ISBN 978-951-50-1715-4
- Den finlandssvenska dikten (del 9, i urval av Bo Carpelan), Bonnier, 2001, ISBN 9100577324

#### Musiktryck
- Adjö for soprano, flute and guitar (av Kaija Saariaho med text av Solveig von Schoultz), Finnish music information center, 1985
- Den heliga oron (av Erik Bergman, svit för mezzosopran och stråkkvartett till texter av Solveig von Schoultz), Fazer, cop. 1996
- Ögonblicket : Op. 128 ; sång och piano (av Erik Bergman, 5 sånger till texter av Solveig von Schoultz), Fazer, 1997, cop. 1996

### Skönlitterär prosa
- December (roman), Helsingfors, Schildt, 1937
- De sju dagarna : Två barn skapar sin värld (barndomsskildring), Stockholm, Wahlström & Widstrand, 1942
- Ingenting ovanligt : noveller, Stockholm, Wahlström & Widstrand, 1947
  - Heijastus ikkunassa (tretton noveller i översättning av Kyllikki Härkäpää och Kristiina Kivivuori), WSOY, 1987, ISBN 951-0-14277-8 (finska)
- Närmare någon : noveller, Helsingfors, Schildt, 1951
- Ansa och samvetet (självbiografiska barndomsberättelser), Helsingfors, Schildt, 1954
- Den blomstertid (novellsamling), Helsingfors, Schildt, 1958
- Även dina kameler (novellsamling), Helsingfors, Schildt, 1965
  - Ja juotan kamelisikin (åtta noveller, i översättning av Toini Havu), Porvoo, W. Söderström, 1967 (finska)
- Rymdbruden : noveller, Helsingfors, Schildt, 1970
- Där står du, Schildt, 1973, ISBN 9515000386
- Somliga mornar : noveller, Schildt, 1976, ISBN 951-50-0123-4
- Porträtt av Hanna (om författarens mor, Hanna Frosterus-Segerstråle), Schildt, 1978, ISBN 9515001773
  - Hanna : äidin muotokuva (i översättning av Kyllikki Villa), WSOY, 1980, ISBN 951-0-09348-3 (finska)
- Kolteckning, ofullbordad, Schildt, 1983, ISBN 9515002818
- Ingen dag förgäves : noveller 1947–1983, Schildt, 1984, ISBN 9515003075
- Nästa dag : noveller i urval, Schildt, 1991, ISBN 951-50-0518-3
- Längs vattenbrynet, Schildt, 1992, ISBN 951-50-0518-3
  - Pitkin vedenviiva (i översättning av Jaana Koistinen), Söderström, 1993, ISBN 951-0-19016-0 (finska)
- Påskebrev og andre finlandssvenske noveller (i översättning av Bent Søndergaard), Museum Tusculanum, 1997, ISBN 87-7289-410-5
- Det som har varit, det som är : en brevbiografi (urval och kommentarer av Inga-Britt Wik), Schildt, 1999, ISBN 9515010225

### Radio
- Systrar (radiopjäs), Yleisradio, 1988

### Medverkan i antologier och tidskrifter
- Barndomshemmet i våra minnen : nitton finlandssvenskar berättar om sin barndom (under redaktion av Gunnar Mårtenson), Helsingfors, Schildt, 1948
- Författarna berättar (sammanställd av Kurt Lobbas och Solveig von Schoultz), Helsingfors, Söderström, 1960
- Barn i böcker (läromedel, i urval av Harriet Alfons och Qui Nyström, pedagogisk uppläggning av Susanna Ekström), Natur och kultur, 1977, ISBN 9127249778
- "Främlingen" i Noveller nu : en svensk antologi från 50-tal till 70-tal (sammanställd av Vivi Edström och Per-Arne Henricson), Prisma, 1978 ISBN 9151811324
- "Den hösten", sidorna 105–107 i Porträtt av Vilhelm Moberg (redaktör: Gunnar Eidevall), Carlsson, 1993, ISBN 91-7798-708-X
- "Träsket : en novell" sidorna 36–40, och "[Självbiografiska anteckningar]" sidorna 30–31, och dikten "Gäddan" sidan 21, i Om : Ordfront magasin, Ordfront, ISSN 0284-981X, 1995 (21:4)
- "Det dubbla ljuset" (om Erik Bergmans opera Det sjungande trädet), sidorna 52–55 i Musik (Stockholm), Svenska rikskonserter, 1994-1998, ISSN 1104-957X, 1995:7
- Kvinnor runt Östersjön (sammanställd av Meta Ottosson), En bok för alla, 1996, ISBN 9174488953
- "Flyktingtåg", sidan 153–154 i Flykten valde oss : dikter om att fly från sitt land : en antologi (redaktörer: Siv Widerberg och Viveka Heyman), En bok för alla, 1999, ISBN 9172210788

### Översättningar av von Schoultz
- Yrjö Kokko, Jorden och vingarna (Pessi ja Illuusia satu) (översatt tillsammans med Sven von Schoultz), Schildt, 1945

## Priser och utmärkelser
- 1946, 1948, 1952, 1953, 1957, 1959, 1984 – Statspriset för litteratur
- 1947 – Svenska Dagbladets litteraturpris
- 1970 – Svenska Akademiens Finlandspris
- 1980 – Pro Finlandia-medaljen[10]
- 1981 – Kyrkans litteraturpris[3]
- 1981 – Tollanderska priset
- 1984 – Edith Södergran-priset[3]
- 1986 – Bellmanpriset
- 1986 – Filosofie hedersdoktor vid Helsingfors universitet[3]
- 1988 – Ferlinpriset[3]
- 1993 – Längmanska priset[3]
- 1996 – Samfundet De Nios Särskilda pris